# Vaqueros
Vaqueros é um município da província de Salta, na Argentina.